# Świdy (Jankowo)
Świdy – nieoficjalna część osady Jankowo w Polsce, położona w województwie warmińsko-mazurskim, w powiecie elbląskim, w gminie Rychliki.
Miejscowość wchodzi w skład sołectwa Święty Gaj.
W latach 1975–1998 miejscowość administracyjnie należała do województwa elbląskiego.
Nazwa nie funkcjonowała oficjalnie i została wykreślona z ewidencji gminy, należy do osady Jankowo.